# Aeroportul Menongue
Aeroportul Menongue (IATA: SPP, ICAO: FNME) este un aeroport din Provincia Cuando Cubango, Angola ce deservește zona Menongue. A fost numit după zona deservită.
Situat la o altitudine de 1.362 m, aeroportul dispune de o singură pistă.